# Dean Stockwell
Pour les articles homonymes, voir Stockwell (homonymie).
Dean Stockwell est un acteur américain né le 5 mars 1936 à Hollywood en Californie, et mort le 7 novembre 2021 à Ranchos de Taos au Nouveau-Mexique.
Avec Marcello Mastroianni et Jack Lemmon, il est un des trois seuls acteurs ayant obtenu à deux reprises le Prix d'interprétation masculine au festival de Cannes, qu'il obtient pour ses rôles dans les films Le Génie du mal (Compulsion, 1959) et Long voyage dans la nuit (Long Day's Journey Into Night, 1962).
À la télévision, il tient notamment le rôle d'Al dans Code Quantum (1989-1993), celui du sénateur Sheffield dans JAG (2002-2004)
ou encore celui de  Frère John Cavil  dans Battlestar Galactica (2006-2009).
Enfant star apparu pour la première fois devant la caméra en 1945, il a plus de 200 crédits à son actif.

## Biographie

### Jeunesse
Robert Dean Stockwell naît le 5 mars 1936 à Hollywood, en Californie. Il est le fils de Harry Stockwell, acteur qui a donné sa voix au prince dans Blanche-Neige et les Sept Nains.

### Carrière
Dean Stockwell commence sa carrière d'acteur à l'âge de 7 ans. Ses débuts d'enfant star sont surtout marqués par son apparition dans la comédie musicale Escale à Hollywood (1945) aux côtés de Gene Kelly, Kathryn Grayson et Frank Sinatra, par le personnage du fils de Gregory Peck dans Le Mur invisible (1947, couronné par un prix spécial aux Golden Globe l'année suivante) et par deux premiers rôles dans Le Garçon aux cheveux verts (1948) et Le Jardin secret (1949).
Contrairement à beaucoup d'enfants stars, Stockwell a une carrière relativement prolifique pendant son adolescence, jouant notamment aux côtés d'Errol Flynn dans Kim (1950).
Stockwell apparaît ensuite dans des films comme Le Génie du mal (1959) et Long voyage dans la nuit (1962), qui lui valent deux prix d'interprétation au Festival de Cannes, respectivement partagés avec Bradford Dillman et Orson Welles en 1959 et avec Jason Robards et Ralph Richardson en 1962. Ces années sont aussi marquées par La Fleur de l'âge (1965), film dans lequel son interprétation de Joseph, un évadé qui tombe amoureux d'une fille de 15 ans, fut à la fois admirée et controversée.
En 1984, il joue le frère d'Harry Dean Stanton dans Paris, Texas de Wim Wenders et le docteur Wellington Yueh dans Dune de David Lynch. Il retrouve Lynch en 1986 dans le film néo-noir Blue Velvet. Tenant le rôle secondaire du criminel Ben, il joue en playback la chanson In Dreams de Roy Orbison dans une scène décrite par The Guardian comme étant son « chef-d'œuvre » et par Variety comme étant « la scène la plus indélébilement étrange de tous les films depuis l'aube des films »,,. L'année d'après, 1985, il interprète l'élégant et serein conseiller juridique et avocat Bob Grimes dans le polar culte de William Friedkin, Police fédérale, Los Angeles, où il partage la vedette avec de futures figures renommées du cinéma comme John Turturro, Willem Dafoe ou William Petersen.
En 1988, son interprétation de Tony « The Tiger » Russo dans la comédie Veuve mais pas trop (Married to the Mob) de Jonathan Demme lui vaut une nomination à l'Oscar du meilleur second rôle.
Il enchaîne avec ce qui est peut-être son rôle le plus connu dans le monde : Albert « Al » Calavicci, le personnage-hologramme qui vient en aide au  Dr Samuel « Sam » Beckett, joué par Scott Bakula dans la série télévisée Code Quantum (Quantum Leap). Il apparait dans les quatre-vingt-dix-sept épisodes de la série diffusés entre 1989 et 1993, recevant au passage un Golden Globe en 1990 dans la catégorie du meilleur acteur dans un second rôle dans une série, une mini-série ou un téléfilm,.
Il retrouve Scott Bakula en 2002 dans un épisode de la série de science-fiction Star Trek: Enterprise puis en 2014 dans un épisode de la série NCIS : Nouvelle-Orléans,.

### Vie privée
Il épouse Millie Perkins (m. 1960-1962) puis Joy Marchenko (m. 1981–2004), avec qui il a eu deux enfants : Sophia et Austin.
Il est le frère de Guy Stockwell, également acteur.
Dans les années 70, il héberge un temps Rémy Presas, fondateur du Modern Arnis, et dont il est l'élève.

### Mort
Il meurt chez lui le 7 novembre 2021  à Ranchos de Taos en Nouveau-Mexique (États-Unis), à l'âge de 85 ans.

## Filmographie

### Comme acteur

#### Cinéma

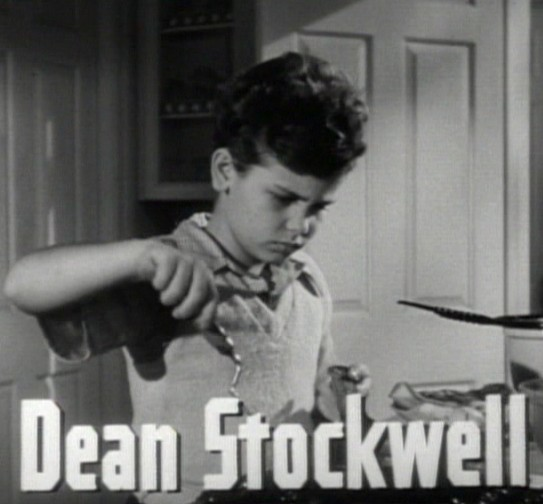
Dans Le Mur invisible (1947)

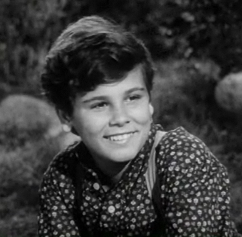
Dans Stars in My Crown (1950).

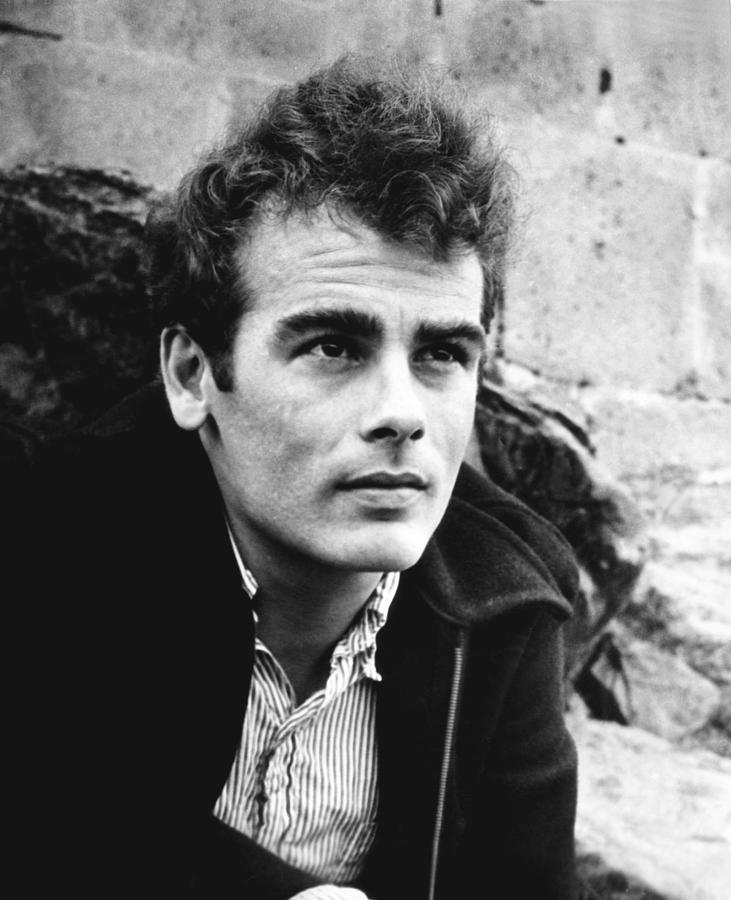
Dans La Fleur de l'âge (Rapture) en 1965.

##### Années 1940
- 1945 : La Vallée du jugement (The Valley of Decision) de Tay Garnett : Paulie Scott
- 1945 : Escale à Hollywood (Anchors Aweigh) de George Sidney : Donald Martin
- 1946 : Les Vertes Années (The Green Years) de Victor Saville : Robert Shannon, enfant
- 1946 : Maman déteste la police (Home Sweet Homicide), de Lloyd Bacon : Archie Carstairs
- 1947 : The Mighty McGurk de John Waters : Nipper
- 1947 : A Really Important Person (court métrage) de Basil Wrangell : Billy Reilly
- 1947 : The Arnelo Affair (en) d'Arch Oboler : Ricky Parkson
- 1947 : L'Heure du pardon (The Romance of Rosy Ridge) de Roy Rowland : Andrew MacBean
- 1947 : Meurtre en musique (Song of the Thin Man) d'Edward Buzzell : Nick « Nicky » Charles Jr.
- 1947 : Le Mur invisible (Gentleman's Agreement) d'Elia Kazan : Tommy Green
- 1948 : Deep Waters de Henry King : Donny Mitchell
- 1948 : Le Garçon aux cheveux verts (The Boy with Green Hair) de Joseph Losey : Peter
- 1949 : Les Marins de l'Orgueilleux (Down to the Sea in Ships) de Henry Hathaway : Jed Joy
- 1949 : Le Jardin secret (The Secret Garden) de Fred M. Wilcox : Colin Craven

##### Années 1950
- 1950 : Stars in My Crown de Jacques Tourneur : John Kenyon
- 1950 : Années de jeunesse (The Happy Years) de William A. Wellman : John Humperdink « Dink » Stover
- 1950 : Kim de Victor Saville : Kim
- 1951 : L'Enfant du désert (en) (Cattle Drive) de Kurt Neumann : Chester Graham, Jr.
- 1957 : Une arme pour un lâche (Gun for a Coward) d'Abner Biberman : Hade (Harry) Keough
- 1957 : The Careless Years d'Arthur Hiller : Jerry Vernon
- 1959 : Le Génie du mal (Compulsion) de Richard Fleischer : Judd Steiner

##### Années 1960
- 1960 : Amants et Fils (Sons and Lovers) de Jack Cardiff : Paul Morel
- 1962 : Long Voyage vers la nuit (Long Day's Journey Into Night) de Sidney Lumet : Edmund Tyrone
- 1965 : La Fleur de l'âge (Rapture) de John Guillermin : Joseph
- 1968 : Un monde psychédélique (Psych-Out) de Richard Rush : Dave

##### Années 1970
- 1970 : Horreur à volonté (The Dunwich Horror) de Daniel Haller : Wilbur Whateley
- 1971 : The Last Movie de Dennis Hopper : Billy
- 1972 : The Loners de Sutton Roley : Stein
- 1973 : Le Loup-Garou de Washington (The Werewolf of Washington) de Milton Moses Ginsberg : Jack Whittier
- 1974 : Eadweard Muybridge, Zoopraxographer de Thom Andersen : narrateur
- 1975 : The Pacific Connection de Luis Nepomuceno
- 1975 : Another Day at the Races de Richard Bailey : Billy
- 1976 : Tracks de Henry Jaglom : Mark
- 1976 : One Away de Sidney Hayers
- 1976 : Won Ton Ton, le chien qui sauva Hollywood (Won Ton Ton, the Dog Who Saved Hollywood) de Michael Winner : Paul Lavell
- 1979 : She Came to the Valley d'Albert Band : Pat Westall

##### Années 1980
- 1982 : Alsino et le Condor (Alsino y el cóndor) de Miguel Littín : Frank
- 1982 : Meurtres en direct (Wrong Is Right) de Richard Brooks : Hacker
- 1982 : Human Highway de Dean Stockwell et Neil Young : Otto Quartz
- 1984 : Paris, Texas de Wim Wenders : Walt
- 1984 : Dune de David Lynch : Dr Wellington Yueh
- 1984 : Le Tueur (Matar a un extraño) de Juan López Moctezuma : John Carver
- 1985 : Papa Was a Preacher de Steve Feke : John
- 1985 : La Légende de Billie Jean de Matthew Robbins : Muldaur
- 1985 : Police fédérale, Los Angeles (To Live and Die in L.A.) de William Friedkin : Bob Grimes
- 1986 : Ecstacy d'Anthony Spinelli
- 1986 : Blue Velvet de David Lynch : Ben
- 1987 : Time Guardian de Brian Hannant : Boss
- 1987 : Banzai Runner (en) de John G. Thomas : Billy Baxter
- 1987 : Jardins de pierre (Gardens of Stone) de Francis Ford Coppola : Capt. Homer Thomas
- 1987 : Le Flic de Beverly Hills 2 (Beverly Hills Cop II) de Tony Scott : Charles « Chip » Cain
- 1988 : Palais Royale de Martin Lavut : Michael Dattalico
- 1988 : Jorge, um Brasileiro de Paulo Thiago : Mario
- 1988 : The Blue Iguana de John Lafia : détective Carl Strick
- 1988 : Tucker (Tucker: The Man and His Dream) de Francis Ford Coppola : Howard Hughes
- 1988 : Veuve mais pas trop (Married to the Mob) de Jonathan Demme : Tony « The Tiger » Russo
- 1989 : Buying Time de Mitchell Gabourie : détective Novak
- 1989 : Limit Up de Richard Martini : Peter Oak

##### Années 1990
- 1990 : Sandino de Miguel Littin : capitaine Hatfield
- 1990 : Une trop belle cible (Catchfire) de Dennis Hopper (pseudo Alan Smithee) : John Luponi
- 1992 : Friends and Enemies d'Andrew Frank : Freddie
- 1992 : The Player de Robert Altman : Andy Civella
- 1994 : L'Escorte infernale (Chasers) de Dennis Hopper : Stig le vendeur de voitures
- 1996 : Naked Souls de Lyndon Chubbuck : Duncan
- 1996 : Mr. Wrong de Nick Castle : Jack Tramonte
- 1996 : Last Resort de Lyman Dayton : Grey Wolf
- 1997 : McHale's Navy: Y a-t-il un commandant à bord? (McHale's Navy) de Bryan Spicer : capitaine Wallace B. Binghampton
- 1997 : Midnight Blue de Skott Snider : Katz-Feeney
- 1997 : Living in Peril de Jack Ersgard : William
- 1997 : Air Force One de Wolfgang Petersen : Walter Dean, secrétaire à la Défense
- 1997 : L'Idéaliste (The Rainmaker) de Francis Ford Coppola : juge Harvey Hale
- 1998 : Ennemis non identifiés (The Shadow Men) de Timothy Bond : Stan Mills
- 1998 : Sinbad: The Battle of the Dark Knights d'Alan Mehrez : Bophisto
- 1999 : L'Avocat du mal (en) (Restraining Order) de Lee H. Katzin : Charlie Mason
- 1999 : Water Damage de Murray Battle : Frank Skoufaris
- 1999: The Venice Project de Robert Dornhelm : Senator Campbell
- 1999 : Rites of Passage (en) de Victor Salva : Del Farraday

##### Années 2000
- 2000 : The Flunky de Vincent Van Patten : Micky
- 2001 : Inferno : Au cœur de la fournaise (Inferno) de Dusty Nelson : le maire Bill Klinger
- 2001 : Face to Face de Michael Rymer : Jimmy
- 2001 : CQ de Roman Coppola : Dr Ballard
- 2001 : The Quickie de Sergueï Bodrov : Michael
- 2001 : Buffalo Soldiers de Gregor Jordan : Général Lancaster
- 2004 : Un crime dans la tête (The Manchurian Candidate) de Jonathan Demme : Mark Whiting

##### Années 2010
- 2013 : Max Rose de Daniel Noah : Ben Tracey

#### Télévision

##### Années 1960
- 1961 : La Quatrième Dimension Saison 3 Épisode 15 : La grandeur du pardon Lt Katell
- 1968 : Before Breakfast

##### Années 1970
- 1971 : Paper Man : Avery Jensen
- 1971 : The Failing of Raymond (en) : Raymond
- 1972 : Adventures of Nick Carter : Freddy Duncan
- 1972 : Columbo : Le Grain de sable (The Most Crucial Game) (série télévisée) : Eric Wagner
- 1973 : Mission Impossible : Melstrom (Saison 7 épisode 169 - Opération Crépuscule)
- 1973 : Les Rues de San Francisco - Saison 1, épisode 27 (Legion of the Lost) : Paul Cullen
- 1974 : Les Rues de San Francisco - Saison 3, épisode 19 (The Programming of Charlie Blake) : Charlie
- 1975 : Columbo : Eaux troubles (Troubled Waters) (série télévisée) : Lloyd Harrington
- 1975 : Cop on the Beat : Det. Callan
- 1977 : A Killing Affair : Kenneth Switzer
- 1977 : Voyage dans l'inconnu (Tale of the Unexpected) (série télévisée) : Richard Ayres
- 1978 : Greatest Heroes of the Bible : Hissar

##### Années 1980
- 1981 : Born to Be Sold : Marty Helick
- 1982 : Pour l'amour du risque : James Francis (saison 4 épisode 6 - Désir du cœur)
- 1983 : L'Agence tous risques : Collins (saison 1 épisode 5 - Une petite guerre privée)
- 1984 : Sweet Scent of Death : Greg Denver
- 1987 : Kenny Rogers as The Gambler, Part 3: The Legend Continues : James McLaughlin
- 1988 : Arabesque ("Murder, She Wrote") (saison 4, épisode 21) : Elliot Easterbrook
- 1989-1993 : Code Quantum ("Quantum Leap") : Al Calavicci (« The Observer ») (97 épisodes)

##### Années 1990
- 1990 : Capitaine Planète : Duke Nukem (voix)
- 1991 : Son of the Morning Star : Gen. Philip Sheridan
- 1992 : Shame : Tim Curtis
- 1992 : Fatal Memories : Det. Robert Morse
- 1993 : Caught in the Act : Présentateur
- 1993 : Bonanza: The Return : Augustus Brandenburg
- 1994 : Le Prix de la vengeance (In the Line of Duty: The Price of Vengeance) : Jack Lowe
- 1994 : Vanishing Son 2 : Mickey Jo
- 1994 : Justice in a Small Town : Commissioner Sam Caldwell
- 1994 : Le Silence de l'innocent (The Innocent) : Capt. Jason Flaboe
- 1994 : Madonna: Innocence Lost : Tony Ciccone
- 1994 : Loïs et Clark : Les Nouvelles Aventures de Superman (saison 1 épisode 18) : Preston Carpenter.
- 1995 : Meurtres en série (Deadline for Murder: From the Files of Edna Buchanan) : Aaron Bliss
- 1995 : Les Langoliers (The Langoliers) : Bob Jenkins
- 1995 : The Commish: In the Shadow of the Gallows : Robert Allardyce
- 1996 : Unabomber: The True Story : Ben Jeffries
- 1996 : Twilight Man  : Hollis Deitz
- 1997 : Popular Science : Présentateur
- 1997 : Close to Danger : Dr Ames
- 1997 : The Tony Danza Show : Frank DiMeo
- 1998 : It's True : Mr. Murphy
- 1998 - 1999 : Les Archives oubliées (documentaires) : le Présentateur
- 1999 : What Katy Did : Le vagabond

##### Années 2000
- 2000 : Éclosion (They Nest) : Sheriff Hobbs
- 2000 : Batman, la relève : Le Retour du Joker (Batman Beyond: Return of the Joker) :  Timothy « Tim » Drake (voix)
- 2001 : In Pursuit (en) (vidéo) : Charles Welz (vidéo)
- 2001 : Star Trek: Enterprise : Colonel Grat (saison 1 épisode 21)
- 2002-2004 : JAG : le sénateur Sheffield (11 épisodes, saisons 8 à 10)
- 2002 : Stargate SG-1 : Dr Keiran (saison 6 épisode 7)
- 2005 : American Black Beauty : Tim Lane
- 2006 - 2009 : Battlestar Galactica : Frère John Cavil / Numéro 1 (15 épisodes)
- 2007 : Derrière le mensonge (The Deal) : l'agent Tremayne
- 2008 : Nanny Express (The Nanny Express) : Jerry Hewitt
- 2009 : Witches (The Dunwich Horror) : Dr Henry Armitage

##### Années 2010
- 2014 : NCIS : Nouvelle-Orléans : Tom Hamilton (épisode 9, saison 1)

### Autres
- 1982 : Neil Young: Human Highway (réalisateur et scénariste)
- 1999 : Rites of Passage (en) (producteur)

## Récompenses et distinctions

### Récompenses
- 5e cérémonie des Golden Globes 1948 : Golden Globe de la jeunesse dans un drame romantique pour Le Mur invisible (1947).
- Festival de Cannes 1959 : Prix d'interprétation masculine dans un drame biographique pour Le Génie du mal (1959) partagé avec Bradford Dillman et Orson Welles.
- Festival de Cannes 1962 : Prix d'interprétation masculine dans un drame pour Long Voyage vers la nuit (1962) partagé avec Jason Robards et Ralph Richardson.
- 1988 : Kansas City Film Critics Circle Awards du meilleur acteur dans un second rôle dans une comédie romantique pour Veuve mais pas trop (1988).
- 54e cérémonie des New York Film Critics Circle Awards 1988 : Meilleur acteur dans un second rôle dans une comédie romantique pour Veuve mais pas trop (1988) et dans un drame biographique pour Tucker: L'homme et son rêve (1988).
- 9e cérémonie des Boston Society of Film Critics Awards 1989 : Meilleur acteur dans un second rôle dans une comédie romantique pour Veuve mais pas trop (1988) et dans un drame biographique pour Tucker: L'homme et son rêve (1988).
- 1989 : National Society of Film Critics Awards du meilleur acteur dans un second rôle dans une comédie romantique pour Veuve mais pas trop (1988).
- 47e cérémonie des Golden Globes 1990 : Meilleur acteur dans un second rôle dans une série, une mini-série ou un téléfilm pour Code Quantum (1989-1993).
- 1991 : Viewers for Quality Television Awards du meilleur acteur dans un second rôle dans une série télévisée pour Code Quantum (1989-1993).
- 2008 : Action on Film International Film Festival du meilleur acteur dans un second rôle dans un court-métrage pour Al's Beef (2008).

### Nominations
- 18e cérémonie des Golden Globes 1961 : Meilleur acteur dans un drame pour Amants et Fils (1960).
- 61e cérémonie des Oscars 1989 : Meilleur acteur dans un second rôle dans une comédie romantique pour Veuve mais pas trop (1988).
- 1re cérémonie des Chicago Film Critics Association Awards 1989 : Meilleur acteur dans un second rôle dans une comédie romantique pour Veuve mais pas trop (1988).
- Primetime Emmy Awards 1990 : Meilleur acteur dans un second rôle dans une série télévisée dramatique pour Code Quantum (1989-1993).
- 48e cérémonie des Golden Globes 1991 : Meilleur acteur dans un second rôle dans une série, une mini-série ou un téléfilm pour Code Quantum (1989-1993).
- Primetime Emmy Awards 1991 : Meilleur acteur dans un second rôle dans une série télévisée dramatique pour Code Quantum (1989-1993).
- 49e cérémonie des Golden Globes 1992 : Meilleur acteur dans un second rôle dans une série, une mini-série ou un téléfilm pour Code Quantum (1989-1993).
- Primetime Emmy Awards 1992 : Meilleur acteur dans un second rôle dans une série télévisée dramatique pour Code Quantum (1989-1993).
- 1993 : American Television Awards du meilleur acteur dans un second rôle masculin dans une série télévisée dramatique pour Code Quantum (1989-1993).
- 50e cérémonie des Golden Globes 1993 : Meilleur acteur dans un second rôle dans une série, une mini-série ou un téléfilm pour Code Quantum (1989-1993).
- Primetime Emmy Awards 1993 : Meilleur acteur dans un second rôle dans une série télévisée dramatique pour Code Quantum (1989-1993).
- 1993 : Viewers for Quality Television Awards du meilleur acteur dans un second rôle dans une série télévisée dramatique pour Code Quantum (1989-1993).
- 1997 : Stinkers Bad Movie Awards du pire acteur dans un second rôle dans une comédie d'action pour McHale's Navy (1996).

## À noter
- Dean Stockwell possède son Étoile au Walk of Fame, située au 7030 Hollywood Boulevard qui fut payée en majeure partie par les fans de la série Code Quantum.
- Il est très ami avec Neil Young. Il a conçu la pochette (controversée en raison de sa supposée laideur) de l'album du canadien American Stars 'n Bars. Il a écrit pour Young le scénario d'un film, qui ne sera jamais réalisé mais qui servira de thème central pour l'album After the Gold Rush.